# Eilendorfer Tunnel
Der Eilendorfer Tunnel ist ein 357 Meter langer, zweigleisiger Eisenbahntunnel der Schnellfahrstrecke Köln–Aachen östlich von Eilendorf.

## Geschichte

Der Eilendorfer Tunnel im deutsch-belgischen Grenzland

### Bau
Im Jahr 1963 verfolgte die Bundesbahn zur Erhöhung der Reisegeschwindigkeit die Elektrifizierung ihrer Hauptstrecken. Der Elektrifizierung der Strecke zwischen Köln und Aachen standen die engen Querschnitte der Tunnel im Wege, die nach Einbau der elektrischen Oberleitung das Lichtraumprofil nicht erfüllen würden. Die Planungen für den Nirmer Tunnel sahen vor, den 1841 erbauten und teilweise im Zweiten Weltkrieg beschädigten Tunnel aufzuschlitzen und zwei eigenständige, neue Tunnelbauwerke zu errichten, welche beide über eine Länge von 125 Metern verfügen sollten. Der westliche der beiden Tunnel erhielt dabei den Namen Eilendorfer Tunnel. Zwischen den beiden Tunneln sollte ein Einschnitt entstehen. Während der Nirmer Tunnel mit Ziegelsteinen errichtet worden war, wurde für den neuen Nirmer Tunnel und den Eilendorfer Tunnel Beton verwendet.
Die Bauarbeiten brachten jedoch einige Probleme mit sich: Am Westportal des Tunnels wurde Fließsand vorgefunden, der die Arbeiten in bergmännischer Methode behinderte, weshalb der gesamte Tunnelbau im offenen Einschnitt durchgeführt werden musste, darüber hinaus waren auch die Böschungen nicht stabil genug, nach starken Regenfällen kam es zu einem Erdrutsch an der Böschung des Einschnitts, als Konsequenz wurde die Böschung flacher angelegt und die angesetzte Länge des Eilendorfer Tunnels vergrößert: Statt der geplanten 125 Meter ist der Eilendorfer Tunnel nun 357 Meter lang und damit das längste Tunnelbauwerk der Schnellfahrstrecke Köln-Aachen. 
Der Abraum, der beim Aufschlitzen des Tunnels und dem Abtragen der tieferen Überdeckung anfiel, wurde zur Verfüllung eines benachbarten Kalksteinbruchs verwendet.

### Betrieb
Nachdem im Jahr 1966 der Eilendorfer Tunnel dem Verkehr übergeben worden ist, führte die Bundesbahn im Juli 1967 Schnellfahrversuche unter anderem mit der Baureihe E 03 durch. Ziel war es, das Druckverhalten bei Zugbegegnungen im Tunnel bei Geschwindigkeiten von bis zu 200 km/h zu erforschen.
1982 wurden erneut Bewegungen des Erdreichs im Bereich des Einschnitts östlich beider Tunnel festgestellt. Als Konsequenz wurde ein Gleis temporär verschwenkt und die Einrammung von Spundwänden vorgenommen. 2012 erfolgte der Austausch der Gleise in und um den Eilendorfer Tunnel. Der Eilendorfer Tunnel wurde beim Bau für planmäßige Geschwindigkeiten von 200 km/h ausgelegt. Die zulässige Höchstgeschwindigkeit liegt heute bei 160 km/h in Fahrtrichtung Stolberg und 140 km/h in Fahrtrichtung Aachen (Stand: 2023).